# Ein starkes Team: Treibjagd
Treibjagd ist ein deutscher Fernsehfilm von Martin Kinkel aus dem Jahr 2017. Es handelt sich um die 70. Folge der Krimiserie Ein starkes Team mit Florian Martens und Stefanie Stappenbeck in den Hauptrollen. Für Linett Wachow ist es der sechste Einsatz an der Seite von Otto Garber. Kai Lentrodt, der in insgesamt 39 Episoden von Ein starkes Team als Ben Kolberg aufgetreten ist, verlässt am Ende dieser Folge die Serie auf eigenen Wunsch. Die Haupt-Gastrollen in dieser Folge sind mit Dominic Raacke, Inka Friedrich und Matthi Faust besetzt.

## Handlung
Anastasia Nowikowa wird tot in ihrer Ferienwohnung aufgefunden. Auf den ersten Blick scheint der Fall klar: Sie wurde nach einem gemeinsamen Abend von ihrem Date namens Carsten Auerswald ermordet. Die Sachlage ändert sich schnell, als das „starke Team“ herausfindet, dass Nowikowa unter falschem Namen in Deutschland eingereist ist. Ihr eigentlicher Name war Maria Koslowa und sie arbeitete als Auftragskillerin für die Russenmafia. Von dieser wurde sie beauftragt, Carsten Auerswald zu töten, da er zufällig Zeuge eines Mafiamordes geworden war und drei Tage später gegen den Kopf dieser Organisation als Kronzeuge bei einem Prozess aussagen soll.
Die Aufgabe des „starken Teams“ ist es nun, gemeinsam mit den Kollegen der Organisierten Kriminalität, Auerswald vor der Russenmafia zu finden. Geschickt gelingt es Auerswald, sich vor seinen Verfolgern zu verbergen, von denen er nie weiß, ob sie zu den Guten oder den Bösen gehören. Er ist untergetaucht und schaltet sein Handy nur kurzzeitig ein, damit es seinen Aufenthaltsort nicht verraten kann. Da die Handlanger ihnen immer einen Schritt voraus sind, stellt sich den Ermittlern die Frage, ob es möglicherweise einen Maulwurf bei der Polizei gibt. Eine unbeteiligte Jugendliche fiel dem Auftragskiller, der nach Maria Koslowa auf Auerswald angesetzt worden ist, tragischerweise bereits zum Opfer.
Nach Recherchen der Kollegen vom Organisierten Verbrechen dürfte es sich bei dem Killer um Igor Petrow handeln. Dieser hatte offensichtlich in den letzten beiden Tagen Kontakt zum Oberstaatsanwalt. Dort erklärt die Sekretärin Sonja Kettel, dass der Mann sich als Journalist ausgegeben und um einen Termin bei ihrem Chef gebeten hatte. Da Petrow kurzfristig allein im Raum war, sind sich die Ermittler sicher, dass er sich so Informationen zum aktuellen Stand der Ermittlungen besorgt hatte.
Nachdem Auerswalds Unterschlupf ausfindig gemacht werden konnte, streift er inzwischen mittellos durch die Straßen Berlins. Als er einen Arbeitskollegen kontaktiert, um sich Geld von ihm zu leihen, können Garber und Wachow Auerswald endlich stellen und festnehmen. Beim Verhör gibt er zu, die Frau, die ihn an jenem Abend begleitet hatte, mit dem Korkenzieher am Hals verletzt zu haben, woraufhin sie verblutet sei. Dies sei allerdings eine Notwehrreaktion gewesen, da sie ihn von hinten mittels einer Drahtschlinge habe töten wollen. Der Korkenzieher wäre das erstbeste gewesen, was ihm in die Hände gefallen sei. Da er der Polizei nicht getraut habe, habe er sie auch nicht verständigt und sei lieber geflohen.
Auerswald wird unter strengem Personenschutz in ein Safehouse gebracht. Doch auch hier ist er nicht wirklich sicher, denn Petrow greift nun zu Plan B und kidnappt Auerswalds Sohn und Exfrau. Die Information darüber lässt er ihm über seine internen Wege zukommen, woraufhin Auerswald seinen Bewachern entfliehen kann. Zwar soll er nur seine Aussage vor der Staatsanwalt zurückziehen, doch nimmt er die Befreiung seiner Familie lieber selbst in die Hand. Die Ermittler folgen ihm und Petrow wird bei dem Einsatz gezielt von Sonderermittler Klöckner erschossen. Diese recht übereilte Eliminierung erscheint Garber suspekt, weshalb er Klöckner für den „Maulwurf“ hält. Doch damit liegt er falsch, denn am Ende kann seine Kollegin Wellenbrink des Verrats überführt werden. Um einer Verurteilung zu entgehen, erschießt sie sich mit ihrer Dienstwaffe.
Nach erfolgreichem Abschluss des Falls verkündet Teammitglied Ben Kolberg, dass er seinen Segelführerschein bestanden habe und sich für ein Jahr habe beurlauben lassen, um die Welt zu umsegeln.

## Hintergrund
Treibjagd wurde in Berlin gedreht und am 25. März 2017 um 20:15 Uhr im ZDF erstausgestrahlt.
Sputnik, dessen Rolle als Geschäftsmann in der Serie als ein Running Gag angelegt ist, arbeitet in dieser Folge als Reinigungskraft im Polizeirevier.

## Rezeption

### Einschaltquoten
Die Erstausstrahlung am 25. März 2017 erreichte 6,87 Millionen Zuschauer, was einem Marktanteil von 22,1 % entspricht. Während der Marktanteil im Bezug auf das gesamte Publikum im Vergleich zur letzten Folgen stieg, verlor die Folge beim jungen Publikum. Sie wurde von 12,3 Prozent, also von etwa 1,2 Millionen jungen Menschen.

### Kritiken
Tilmann P. Gangloff meinte auf tittelbach.tv zu dieser Folge: „Der 70. Krimi aus der ZDF-Reihe ‚Ein starkes Team‘ ist ein sehenswerter Thriller mit einem kleinen, aber entscheidenden Schönheitsfehler, der zumindest versierte Krimifreunde in der zweiten Hälfte um einen nicht unwesentlichen Teil ihres Vergnügens bringt. Ansonsten jedoch bleibt ‚Treibjagd‘ der neuen Ausrichtung des Klassikers treu & erzählt auf bemerkenswertem handwerklichen Niveau eine nicht neue, aber interessante Geschichte.“
Bei der FAZ urteilte Jörn Wenge: „Der Showdown des solide inszenierten Fernsehstücks von Regisseur Martin Kinkel hält eine durchaus überraschende – und für die Ermittler schmerzhafte Wendung bereit. ‚Ein starkes Team‘ verhandelt gewichtige Themen: Korruption in Behörden und das organisierte Verbrechen.“
Julian Miller von Quotenmeter.de wertete recht nüchtern: „‚Treibjagd‘ ist ein solider Krimi für Allesgucker, ambitionslos erzählt, und fehlerfrei, aber kühl runtergekurbelt. ‚Ein starkes Team‘ macht in dieser Folge nichts falsch, aber genauso wenig richtig – und weckt den Eindruck, langsam aber sicher an Beliebigkeit zu sterben. “
Ulrich Feld von der FNP meinte allerdings: „Der Film leistet sich […] zahlreiche unnötige Schwächen und schlechte Szenen - schon erstaunlich bei der schönen Grundidee. Zu den Stärken gehört immerhin noch Dominic Raacke, der als gejagter Verlierer auch die beste Rolle des Films innehat. Aber auch er kämpft vergeblich gegen Szenen, bei denen man nur den Kopf schütteln kann.“ „Ein Ende mit Knalleffekt hätte viel besser zu der Geschichte gepasst. Allerdings bleibt der Film auch sonst weit unter seinen Möglichkeiten: eine starke Geschichte, aber ein schwacher Moment in der Reihe. Schade drum.“